# Tormenta geomagnética de enero de 1938
La tormenta geomagnética de enero de 1938, también conocida como la Tormenta de Fátima, fue una tormenta solar masiva que tuvo lugar entre el 16 y el 26 de enero, con puntos álgidos de actividad en los días 22, 25 y 26 de enero y como parte del 17º ciclo solar.
Entre el 25 y el 26 de enero se pudo ver una aurora boreal en Europa, Norteamérica, las Bermudas, el norte de África y Australia. Los efectos de la tormenta fueron escasos, ya que entonces Europa y Norteamérica apenas tenían aparatos eléctricos.

## Historia
El Real Observatorio de Greenwich pudo observar una gran mancha solar el 15 de enero. La latitud de la mancha solar estaba en la declinación de + 19 ° N en el hemisferio solar, la mancha solar en su tamaño máximo cubría un área de aproximadamente 3,000 millonésimas del hemisferio solar, o 3,000 (MSH), la mancha se parecía a una mancha similar observada en octubre de 1937. En aquel entonces, esta mancha solar se convirtió en la mancha solar más grande observada desde que comenzaron los registros y superó la mancha solar de la tormenta geomagnética de mayo de 1921. La tormenta solar magnética fue detectada el 16 de enero a las 22:30 GMT por el Observatorio Magnético de Abinger del Reino Unido. Una rápida sucesión de erupciones solares que crearon una perturbación geomagnética mucho mayor que se lanzó rápidamente hacia la Tierra el 22 de enero entre las 05:00, 09:00 y 10:00, con alta frecuencia, sin embargo, el 25 de enero, un día después de que la mancha solar masiva hubiera desaparecido de la línea de visión directa sobre el lado occidental del Sol, un aluvión repentino y rápido de ondas de alta frecuencia comenzó alrededor del mediodía y se convirtió en un nuevo récord aquella noche. Un gran movimiento de los imanes de grabación en Abinger comenzó alrededor de las 17:00 y fue extremadamente notable a las 20:00 y 21:30. La perturbación geomagnética solo comenzó a calmarse alrededor de las 03:00 de la mañana del 26 de enero.
Entre el 21 y el 22 de enero pudo verse una aurora boreal en el oeste de Estados Unidos, desde La Crosse, Wisconsin, a San Diego, California.
Las emisiones de radio de onda corta transatlánticas tuvieron fallos durante ocho días. Llegaron a cortarse entre las 6 y las 7 de la tarde del 25 de enero.

### Aurora boreal de entre el 25 y el 26 de enero
La aurora boreal de entre el 25 y el 26 de enero fue más espectacular.
En Europa se vio desde el norte del Reino Unido hasta los países de España, Portugal e Italia. En América, se presenció en Canadá, los Estados Unidos y hasta la isla caribeña de las Bermudas. También se presenció en el norte de África y en el sur de Australia. La Compañía Americana de Radio y Telégrafos indicó que las comunicaciones por el Atlántico habían quedado interrumpidas.
Multitudes reunidas en los Países Bajos aguardaban el inminente nacimiento del hijo de la princesa Juliana, la princesa Beatriz, que finalmente nació el 31 de enero de 1938: los neerlandeses consideraron que la aurora era un signo de buena suerte.
La aurora boreal también fue notificada en Viena, Austria.
En Londres muchos creyeron que había un incendio y llamaron a los bomberos. Los guardias del Castillo de Windsor convocaron a la brigada de incendios para apagar un incendio inexistente.
En Escocia muchas personas religiosas tuvieron miedo y consideraron la aurora un mal presagio.
En Francia y Suiza la gente preguntaba a las autoridades si era "un fuego, una guerra o el fin del mundo".
En España estaba teniendo lugar la Guerra Civil Española.
En Canadá se interrumpieron los servicios de comunicación por cable en el norte de Ontario, en el noroeste de Winnipeg y las áreas de Toronto, Montreal y Otawa.
En Bermudas muchas personas creían que un barco de carga masivo estaba en llamas en el mar demasiado lejos para verlo a simple vista. Los capitanes de los barcos de vapor lo creyeron tanto que emplearon las estaciones inalámbricas para saber si había alguna llamada SOS y si podían ayudar.
Los científicos de la Universidad de Grenoble indicaron que era la mayor aurora vista en Europa Occidental desde 1709.
El doctor B. A. Keen, que fue presidente de la Real Sociedad Meteorológica británica, escribió después de ver esta aurora boreal:

En Harpenden, este despliegue se vio desde las 18:45 hasta bien pasada la medianoche. Las primeras etapas aparecieron como un resplandor rojo en el noroeste y más tarde en el noreste, con un arco verde amplio y bajo en el medio. El área del cielo luminoso aumentó, y para las 20:30 el color verde con áreas rojas se extendió bien al sur de Orión. Hasta las 23:00, parecía haber tres períodos de exhibición brillante: el primero, y quizás el mejor, a las 19:45 cuando un brillante resplandor rojo en el noreste fue atravesado por muchos ejes verdes y blancos claramente definidos, a las 20:30 especialmente en el este; y nuevamente a las 21:45, cuando aparecieron serpentinas verdes difusas y rápidamente fluctuantes entre el noreste y el noroeste, dirigidas hacia el cénit. A partir de entonces, la luminosidad disminuyó, pero a las 23:00 horas todavía se veía claramente un amplio arco verde que se extendía desde el noroeste hasta el noreste. Alrededor de la medianoche, una cuarta exhibición comenzó con serpentinas rojas en el noroeste, que se extendió hasta que se formó una amplia banda roja que pasó por el cenit hacia el noreste. A la 01:00, todavía se veían tenues brillos rojos y verdes.